# Teyl
Teyl es un género de arañas migalomorfas de la familia Nemesiidae. Se encuentra en Australia.

## Lista de especies
Según The World Spider Catalog 14.0:
- Teyl harveyi Main, 2004
- Teyl luculentus Main, 1975
- Teyl walkeri Main, 2004
- Teyl yeni Main, 2004